# Выыпсу (деревня)
Вы́ыпсу (эст. Võõpsu), ранее также Вы́бовка (эст. Võbovka), Лы́бовка (эст. Lõbovka), Лю́бовка (эст. Ljubovka) и Лу́бовка — деревня в волости Сетомаа уезда Вырумаа, Эстония. Исторически относится к нулку Полода.
До административной реформы местных самоуправлений Эстонии 2017 года входила в состав волости Микитамяэ уезда Пылвамаа.

## География и описание
Расположена на правом берегу реки Выханду, в 40 километрах к северо-востоку от уездного центра — города Выру — и в 15 километрах к северу от волостного центра — посёлка Вярска. Высота над уровнем моря — 33 метра.
Климат переходный от морского к континентальному. Официальный язык — эстонский. Почтовый индекс — 65372.

## Население
По данным переписи населения 2021 года, в Выыпсу насчитывалось 56 жителей, из них 54 (96,4 %) — эстонцы.
По данным переписи населения 2011 года, в деревне проживали 85 человек, из них 83 (97,6 %) — эстонцы (сету в перечне национальностей выделены не были).
Численность населения деревни Выыпсу по данным переписей населения и Департамента статистики Эстонии:

| Год  | 1780 | 1872  | 1902  | 1959  | 1967  | 1970  | 1979  | 1989  | 1995  | 2000  | 2011 | 2018 | 2019 | 2020 | 2021 |
| ---- | ---- | ----- | ----- | ----- | ----- | ----- | ----- | ----- | ----- | ----- | ---- | ---- | ---- | ---- | ---- |
| Чел. | 139  | ↗ 169 | ↗ 295 | ↘ 272 | ↘ 236 | ↘ 218 | ↘ 182 | ↘ 141 | ↘ 137 | ↘ 115 | ↘ 92 | ↘ 84 | ↘ 78 | ↗ 79 | ↘ 56 |

## История
Выыпсу представляет из себя традиционную для сету деревню одной улицы, которая расположена на правом берегу реки Выханду и имеет протяжённость около километра. Возникновению деревни способствовали богатые рыбные уловы на реке Выханду и Чудском озере.
В письменных источниках 1428 года упоминается Выбовск, 1558 года — Weipso, 1585-1587 годов — Выбовско, 1630 года — Выбовска, 1750 года — Выбовка, 1796 года — Libowka, 1855—1859 годов — Лубовка, 1882 года — Лыбовка, 1886 года — Wõõbsu, 1897 года — Wõõbs, 1903 года — Wööbs, 1904 года — Võõpsu, Выбо́вка, Лыбо́вка, 1922 года — Võbovka, Ljubovka, Võõbsu.
На военно-топографических картах Российской империи (1846—1863 годы), в состав которой входила Лифляндская губерния, деревня обозначена как Лубовка.
На территории нынешней деревни люди проживали ещё во времена викингов (800—1050 годы). Во времена Дерптского епископства (1224—1558 годы) и правления Печорского княжества (середина XIII столетия — 1510 год) здесь стояли небольшие деревянные сторожевые башни и находился древний порт. Приграничной деревней Выыпсу была до 1706 года.
Исторически Выыпсу относилась к Псковской губернии, и во времена Первой Эстонской Республики входила в состав уезда Петсеримаа. Деревня Выыпсу развивалась самостоятельно, отдельно от посёлка Выыпсу, и в течение столетий была центром торговых отношений между Псковской и Ливонской губерниями: через Выыпсу проходил торговый путь в Псков.
В середине XVIII века деревня находилась в общей собственности Псково-Печерского монастыря и нескольких мызников. В конце XIX века входила в общину Любница (эст. Lüübnitsa) и подчинялась приходу Колпино (эст. Kulkna).
В 1895 году в деревне случился большой пожар, уничтоживший бо́льшую часть тесно стоявших жилых домов, а также весь урожай и скот. Жители деревни поселились в ригах, которые были расположены в отдалении. Губернское правительство спроектировало новые строительные площадки так, чтобы между домами оставалось 50 саженей земли. В начале XX столетия в деревне было 41 хозяйство и почти 300 жителей, цяссон, кузница, две корчмы и церковно-приходская школа, два раза в год проводились ярмарки. Следующий пожар случился 20 лет спустя, в 1915 году, и уничтожил 7 хозяйств.
До подписания 2 февраля 1920 года Тартуского мирного договора деревня входила в состав Слободской волости Псковского уезда Псковской губернии РСФСР.
В 1924—1926 годах в деревне было возведено 70 домов. Во времена Первой Эстонской Республики в деревне был магазин, маслобойня и начальная школа, работали рыбоприёмный пункт и рыбный рынок. У каждого хозяйства на берегу реки было собственное место для лодки.
До 1946 года в Выыпсу не было моста, и сообщение между деревней на правом берегу и посёлком на левом берегу реки осуществлялось при помощи баржей и паромов. В 1946 году силами немецких военнопленных был построен деревянный мост, и судоходство из портов деревни Выыпсу и посёлка Выыпсу прекратилось. В 1968 году был построен бетонный мост. Последние пассажирские суда ходили в Выыпсу в 1950-х годах.
С деревней Выыпсу в 1977 году (время кампании по укрупнению деревень) была объединена деревня Педяйяалосты (Pedäjäalostõ).

## Достопримечательности
В деревне есть часовня сету (на местном диалекте «цяссон»). Основана в честь Святого Николая предположительно в конце XIII — начале XIV века. В нынешнем виде построена, вероятно, в 1710 году. Внесена в Государственный регистр памятников культуры Эстонии.
Недалеко от часовни находится охраняемая государством археологическая достопримечательность — подземное кладбище (захоронения завершены в XIX столетии).
Деревня Выыпсу вместе с находящимся в соседней Ряпинаской волости одноимённым посёлком Выыпсу относится ко 2-му классу ценных ландшафтов Пылвамаа (всего выделяется 3 класса), то есть является районом высокого уездного значения.

## Начальная школа Выыпсу
Начальная школа в деревне Выыпсу была основана в 1902 году. В первые годы в школу ходили ученики из районов Выыпсу и Тоомасмяэ, а также из деревень Бересье и Любница. В школьной библиотеке было 200 книг. Учебники, тетради, ручки и карандаши оплачивало Псковское земство. Обучение велось на русском языке и было бесплатным. Главными предметами были чтение, арифметика, рисование, пение, церковнославянский язык и богословие. Последнему отводилось два дня в неделю — понедельник и четверг, преподавал священник из церкви Колпино. Ни священник, ни школьный учитель эстонского языка не знали. В школе был очень строгий порядок. Если ученик не выполнял школьное задание, его оставляли без обеда с понедельника по четверг. Учеников было около 50.
Школой с эстонским языком обучения Начальная школа Выыпсу стала в 1918 году. В 1930 году при школе сформировали дружину «Нооред Коткад». Осенью 1930 года на общем родительском собрании было озвучено желание включить в учебную программу русский язык. В период Первой Эстонской Республики в школе было 240 учеников, школу закончило 127 человек.
Школа работала и в советское время, и в период немецкой оккупации. В 1947 году начальная школа Выыпсу была ликвидирована и объединена с 7-летней школой посёлка Выыпсу.

## Галерея
- Часовня деревни Выыпсу в 2015 году
- Алтарь часовни Выыпсу
- Река Выханду в районе деревни Выыпсу